# Боа ле Роа (Ер)
Боа ле Роа (фр. Bois-le-Roi) насеље је и општина у северној Француској у региону Горња Нормандија, у департману Ер која припада префектури Евре.
По подацима из 2011. године у општини је живело 1.051 становника, а густина насељености је износила 193,91 становника/km². Општина се простире на површини од 5,42 km². Налази се на средњој надморској висини од 139 метара (максималној 139 m, а минималној 79 m).

## Демографија
| 1962. | 1968. | 1975. | 1982. | 1990. | 1999. | 2011. |
| ----- | ----- | ----- | ----- | ----- | ----- | ----- |
| 264   | 301   | 350   | 500   | 793   | 815   | 1.051 |

График промене броја становника у току последњих година